# Boyband (popgroep)
Boyband is een voormalige boyband uit Nieuw-Zeeland, bestaande uit vijf leden. De groep wordt ook The Edge Boyband genoemd, naar het Nieuw-Zeelandse radiostation "The Edge", dat de groep formeerde in het kader van een talentenjacht. De groep werd in 2006 opgericht.
Boyband had voornamelijk succes in eigen land, met covers van gevestigde artiesten. Hun eerste single was een cover van "You Really Got Me" van The Kinks. Dit werd gevolgd door een cover van "Pour Some Sugar on Me" van Def Leppard. Radiostation The Edge presenteerde de groep als de eerste en enige boyband van Nieuw-Zeeland. Hiermee speelde het station in op de hype van boybands, die in 2006 in wezen al over zijn hoogtepunt heen was. De groep presenteerde zich dan ook niet als een serieuze groep: de bijnamen van de groepleden waren Gay Boy, Fat Boy, Mummy's Boy, Hot Boy en Bad Boy.
De groep werd ook in 2006 weer opgeheven.